# Liga Polska (1848)
Die Liga Polska (dt. polnische Liga) bestand seit 1848 für einige Jahre. Sie ist zu unterscheiden von späteren Organisationen gleichen Namens. 

## Geschichte
Nach der Niederlage des polnischen Aufstandes in der Provinz Posen zu Beginn der Revolution von 1848 verloren die Untergrundbewegungen an Anhängern. Wichtiger wurde das Konzept der organischen Arbeit also die Förderung polnischer Interessen im Rahmen des gesetzlichen Rahmens. 
Vorangetrieben durch den Philosophen und Ökonomen August Cieszkowski wurde die Liga Polska im Sommer des Jahres 1848 in Berlin gegründet. Ihr Ziel war es innerhalb der gesetzlichen Grenzen für die moralische und wirtschaftliche Stärkung der Polen einzutreten. Ehrenvorsitzender wurde Erzbischof Leon Michał Przyłuski. Einer der führenden Köpfe war Karol Libelt. In Posen war Jan Chryzostom Janiszewski einer der Gründer und Organisatoren.
An der Spitze stand eine Generaldirektion, darunter existierten Kreis- und Bezirksligen sowie Spezialligen. 
Innerhalb kurzer Zeit hatte die Liga 40.000 Anhänger. Sie hatte Anhänger in den Provinzen Posen und Westpreußen und griff auch auf Pommern und Oberschlesien über. Allein in Posen und Westpreußen hatte die Organisation 246 lokale Vereine. Ihr gehörten Personen aller politischen Richtungen und sozialen Schichten an. Ihre Führung war allerdings eher konservativ ausgerichtet. Mit der Gazeta Polska verfügte sie über ein publizistisches Sprachrohr.
Trotz ihrer begrenzten Ziele haben die preußischen Behörden die zentrale Organisation der Liga 1850 aufgelöst. Die lokalen Gruppen existierten aber teilweise noch weiter.